# Campionato nordamericano femminile under 20 di pallavolo 2014
Il campionato nordamericano femminile under 20 di pallavolo 2014 si è svolto dall'8 al 13 luglio 2014 a Città del Guatemala, in Guatemala: al torneo hanno partecipato nove squadre nazionali Under-20 nordamericane e la vittoria finale è andata per la sesta volta agli Stati Uniti.

## Impianti
|                                                                           |  |  |
|                                                                           |  |  |
| Gimnasio Teodoro Palacio Flores Città: Managua Capienza: Anno d'apertura: |  |  |

## Regolamento

### Formula
Le squadre hanno disputato una prima fase a gironi con formula del girone all'italiana; al termine della prima fase:
- Le migliori due prime classificate alla fase a gironi hanno acceduto alla fase finale per il primo posto, strutturata in quarti di finale, a cui hanno partecipato solo la peggior prima classificata e le seconde classificate, semifinali, finale per il terzo posto e finale.
- Le due peggiori terze classificate alla fase a gironi hanno acceduto alla finale per il nono posto.
- Le due eliminate ai quarti di finale hanno acceduto alla finale per il quinto posto.
- La migliore terza classificata alla fase a gironi ha acceduto alla finale per il settimo posto, dove ha incontrato la vincente della finale per il nono posto.

### Criteri di classifica
Se il risultato finale è stato di 3-0 sono stati assegnati 5 punti alla squadra vincente e 0 a quella sconfitta, se il risultato finale è stato di 3-1 sono stati assegnati 4 punti alla squadra vincente e 1 a quella sconfitta, se il risultato finale è stato di 3-2 sono stati assegnati 3 punti alla squadra vincente e 2 a quella sconfitta.
L'ordine del posizionamento in classifica è stato definito in base a:
- Numero di partite vinte;
- Punti;
- Ratio dei set vinti/persi;
- Ratio dei punti realizzati/subiti;
- Risultati degli scontri diretti.

## Squadre partecipanti
| Squadra         | Qualificazione      | Ultima partecipazione |
| --------------- | ------------------- | --------------------- |
| Costa Rica      | -                   | Nicaragua 2012        |
| Cuba            | -                   | Nicaragua 2012        |
| Guatemala       | Paese organizzatore | Nicaragua 2012        |
| Martinica       | -                   | ?                     |
| Messico         | -                   | Nicaragua 2012        |
| Nicaragua       | -                   | Nicaragua 2012        |
| Rep. Dominicana | -                   | Nicaragua 2012        |
| Stati Uniti     | -                   | Nicaragua 2012        |
| Saint Lucia     | -                   | ?                     |

## Torneo
| Girone A        | Girone B   | Girone C    |
| --------------- | ---------- | ----------- |
| Cuba            | Costa Rica | Cuba        |
| Rep. Dominicana | Guatemala  | Stati Uniti |
| Nicaragua       | Martinica  | Saint Lucia |

### Girone A

#### Risultati
| 8 luglio 2014 Gimnasio Teodoro Palacio Flores, Città del Guatemala Durata: 0h:54 - Spettatori: 200  | Cuba            | 3 - 0 | Nicaragua       | 25-11, 25-6, 25-16         |
| 9 luglio 2014 Gimnasio Teodoro Palacio Flores, Città del Guatemala Durata: 0h:57 - Spettatori: 100  | Nicaragua       | 0 - 3 | Rep. Dominicana | 3-25, 9-25, 8-25           |
| 10 luglio 2014 Gimnasio Teodoro Palacio Flores, Città del Guatemala Durata: 1h:45 - Spettatori: 150 | Rep. Dominicana | 1 - 3 | Cuba            | 16-25, 16-25, 25-17, 20-25 |

#### Classifica
| Pos | Squadra         | Pt | G | V | P | SV | SP | Ratio | PF  | PS  | Ratio |
| --- | --------------- | -- | - | - | - | -- | -- | ----- | --- | --- | ----- |
| 1   | Cuba            | 9  | 2 | 2 | 0 | 6  | 1  | 6,000 | 167 | 110 | 1,518 |
| 2   | Rep. Dominicana | 6  | 2 | 1 | 1 | 4  | 3  | 1,333 | 152 | 112 | 1,357 |
| 3   | Nicaragua       | 0  | 2 | 0 | 2 | 0  | 6  | 0,000 | 53  | 150 | 0,353 |

### Girone B

#### Risultati
| 8 luglio 2014 Gimnasio Teodoro Palacio Flores, Città del Guatemala Durata: 1h:08 - Spettatori: 250    | Martinica  | 0 - 3 | Guatemala  | 14-25, 12-25, 17-25              |
| 9 luglio 2014 Gimnasio Teodoro Palacio Flores, Città del Guatemala Durata: 1h:05 - Spettatori: 200    | Costa Rica | 3 - 0 | Martinica  | 25-12, 25-12, 25-5               |
| 10 luglio 2014 Gimnasio Teodoro Palacio Flores, Città del Guatemala Durata: 2h:04 - Spettatori: 1 000 | Guatemala  | 2 - 3 | Costa Rica | 17-25, 20-25, 25-22, 25-21, 8-15 |

#### Classifica
| Pos | Squadra    | Pt | G | V | P | SV | SP | Ratio | PF  | PS  | Ratio |
| --- | ---------- | -- | - | - | - | -- | -- | ----- | --- | --- | ----- |
| 1   | Costa Rica | 8  | 2 | 2 | 0 | 6  | 2  | 3,000 | 183 | 124 | 1,476 |
| 2   | Guatemala  | 7  | 2 | 1 | 1 | 5  | 3  | 1,667 | 170 | 151 | 1,126 |
| 3   | Martinica  | 0  | 2 | 0 | 2 | 0  | 6  | 0,000 | 72  | 150 | 0,480 |

### Girone C

#### Risultati
| 8 luglio 2014 Gimnasio Teodoro Palacio Flores, Città del Guatemala Durata: 1h:00 - Spettatori: 100 | Saint Lucia | 0 - 3 | Messico     | 7-25, 18-25, 8-25  |
| 9 luglio 2014 Gimnasio Teodoro Palacio Flores, Città del Guatemala Durata: 0h:48 - Spettatori: 100 | Stati Uniti | 3 - 0 | Saint Lucia | 25-5, 25-4, 25-3   |
| 10 luglio 2014 Gimnasio Teodoro Palacio Flores, Città del Guatemala Durata: 1h:03 - Spettatori: 0  | Messico     | 0 - 3 | Stati Uniti | 5-25, 21-25, 18-25 |

#### Classifica
| Pos | Squadra     | Pt | G | V | P | SV | SP | Ratio | PF  | PS  | Ratio |
| --- | ----------- | -- | - | - | - | -- | -- | ----- | --- | --- | ----- |
| 1   | Stati Uniti | 9  | 2 | 2 | 0 | 6  | 0  | MAX   | 150 | 56  | 2,679 |
| 2   | Messico     | 6  | 2 | 1 | 1 | 3  | 3  | 1,000 | 119 | 108 | 1,102 |
| 3   | Saint Lucia | 0  | 2 | 0 | 2 | 0  | 6  | 0,000 | 45  | 150 | 0,300 |

### Fase finale
|  | Quarti          | Quarti          |             |         | Semifinali         | Semifinali         |  |  | Finale 1º/2º posto | Finale 1º/2º posto |
|  |                 |                 |             |         |                    |                    |  |  |                    |                    |
|  |                 |                 |             |         |                    |                    |  |  |                    |                    |
|  |                 |                 |             |         |                    |                    |  |  |                    |                    |
|  | -               | -               |             |         |                    |                    |  |  |                    |                    |
|  | -               | -               |             |         |                    |                    |  |  |                    |                    |
|  | -               | -               |             |         |                    |                    |  |  |                    |                    |
|  | -               | -               | Stati Uniti | 3       |                    |                    |  |  |                    |                    |
|  |                 |                 | Stati Uniti | 3       |                    |                    |  |  |                    |                    |
|  |                 | Rep. Dominicana | 0           |         |                    |                    |  |  |                    |                    |
|  | Guatemala       | Rep. Dominicana | 0           | 0       |                    |                    |  |  |                    |                    |
|  | Guatemala       |                 |             | 0       |                    |                    |  |  |                    |                    |
|  | Rep. Dominicana | 3               |             |         |                    |                    |  |  |                    |                    |
|  | Rep. Dominicana | 3               | Stati Uniti | 3       |                    |                    |  |  |                    |                    |
|  |                 |                 | Stati Uniti | 3       |                    |                    |  |  |                    |                    |
|  |                 | Cuba            | 0           |         |                    |                    |  |  |                    |                    |
|  | -               | Cuba            | 0           | -       |                    |                    |  |  |                    |                    |
|  | -               |                 |             | -       |                    |                    |  |  |                    |                    |
|  | -               | -               |             |         |                    |                    |  |  |                    |                    |
|  | -               | -               | Cuba        | 3       | Finale 3º/4º posto | Finale 3º/4º posto |  |  |                    |                    |
|  |                 |                 | Cuba        | 3       | Finale 3º/4º posto | Finale 3º/4º posto |  |  |                    |                    |
|  |                 | Messico         | 1           |         |                    |                    |  |  |                    |                    |
|  | Costa Rica      | Messico         | 1           | 0       | Rep. Dominicana    | 3                  |  |  |                    |                    |
|  | Costa Rica      |                 |             | 0       | Rep. Dominicana    | 3                  |  |  |                    |                    |
|  | Messico         | 3               |             | Messico | 0                  |                    |  |  |                    |                    |
|  | Messico         | 3               |             |         | 0                  |                    |  |  |                    |                    |
|  |                 |                 |             |         |                    |                    |  |  |                    |                    |
|  |                 |                 |             |         |                    |                    |  |  |                    |                    |

#### Quarti di finale
| 11 luglio 2014 Gimnasio Teodoro Palacio Flores, Città del Guatemala Durata: 0h:51 - Spettatori: 250 | Guatemala  | 0 - 3 | Rep. Dominicana | 4-25, 4-25, 2-25    |
| 11 luglio 2014 Gimnasio Teodoro Palacio Flores, Città del Guatemala Durata: 1h:10 - Spettatori: 500 | Costa Rica | 0 - 3 | Messico         | 10-25, 12-25, 16-25 |

#### Finale 9º posto
| 11 luglio 2014 Gimnasio Teodoro Palacio Flores, Città del Guatemala Durata: 1h:08 - Spettatori: 100 | Nicaragua | 3 - 0 | Saint Lucia | 25-19, 25-20, 25-21 |

#### Finale 7º posto
| 12 luglio 2014 Gimnasio Teodoro Palacio Flores, Città del Guatemala Durata: 1h:15 - Spettatori: 100 | Martinica | 0 - 3 | Nicaragua | 22-25, 18-25, 23-25 |

#### Semifinali
| 12 luglio 2014 Gimnasio Teodoro Palacio Flores, Città del Guatemala Durata: 1h:12 - Spettatori: 1 000 | Stati Uniti | 3 - 0 | Rep. Dominicana | 25-16, 25-20, 25-18        |
| 12 luglio 2014 Gimnasio Teodoro Palacio Flores, Città del Guatemala Durata: 1h:51 - Spettatori: 1 000 | Cuba        | 3 - 1 | Messico         | 25-23, 14-25, 25-22, 25-20 |

#### Finale 5º posto
| 13 luglio 2014 Gimnasio Teodoro Palacio Flores, Città del Guatemala Durata: 1h:47 - Spettatori: 300 | Guatemala | 1 - 3 | Costa Rica | 17-25, 25-21, 9-25, 15-25 |

#### Finale 3º posto
| 13 luglio 2014 Gimnasio Teodoro Palacio Flores, Città del Guatemala Durata: 1h:10 - Spettatori: 1 000 | Messico | 0 - 3 | Rep. Dominicana | 17-25, 16-25, 19-25 |

#### Finale
| 13 luglio 2014 Gimnasio Teodoro Palacio Flores, Città del Guatemala Durata: 1h:05 - Spettatori: 2 500 | Cuba | 0 - 3 | Stati Uniti | 15-25, 22-25, 16-25 |

## Classifica finale
| Pos     | Squadra         | Rosa |
| ------- | --------------- | --- |
| Oro     | Stati Uniti     | Formazione: 1 Poulter, 2 Fitzmorris, 3 Hodson, 4 McCoy, 5 Smith, 6 Sauer, 7 Cuttino, 8 Havili, 9 Haggerty, 10 Schwan, 11 Foecke, 12 Alhassan, CT: Hogan                      |
| Argento | Cuba            | Formazione: 1 Castillo, 3 Pérez, 4 Vargas, 5 Casanova, 7 Palma, 8 Aguilera, 9 Luis, 10 Medina, 11 Moreno, 15 Massip, 16 Aguero, 17 Hernández, CT: Fernández                  |
| Bronzo  | Rep. Dominicana | Formazione: 1 J. Martínez, 2 González, 4 Peralta, 5 Carrera, 7 García, 8 N. Martínez, 9 Hinojosa, 11 Semfle, 13 Matos, 14 Pérez, 17 L. Martínez, 20 B. Martínez, CT: Pacheco |
| 4       | Messico         | Template:Messico femminile under 20 pallavolo nordamericano 2014 |
| 5       | Costa Rica      | Template:Costa Rica femminile under 20 pallavolo nordamericano 2014 |
| 6       | Guatemala       | Template:Guatemala femminile under 20 pallavolo nordamericano 2014 |
| 7       | Nicaragua       | Template:Nicaragua femminile under 20 pallavolo nordamericano 2014 |
| 8       | Martinica       | Template:Martinica femminile under 20 pallavolo nordamericano 2014 |
| 9       | Saint Lucia     | Template:Saint Lucia femminile under 20 pallavolo nordamericano 2014 |

|  | Qualificate al campionato mondiale 2015 |

## Premi individuali
| Premio                 | Nome            | Squadra         |
| ---------------------- | --------------- | --------------- |
| MVP                    | Rhamat Alhassan | Stati Uniti     |
| Miglior realizzatrice  | Melissa Vargas  | Cuba            |
| Miglior servizio       | Melissa Vargas  | Cuba            |
| Miglior difesa         | Molly Sauer     | Stati Uniti     |
| Miglior ricevitrice    | Molly Sauer     | Stati Uniti     |
| Miglior palleggiatrice | Jordyn Poulter  | Stati Uniti     |
| Miglior opposto        | Gaila González  | Rep. Dominicana |
| Miglior schiacciatrice | Courtney Schwan | Stati Uniti     |
| Miglior schiacciatrice | Diaris Pérez    | Cuba            |
| Miglior centrale       | Rhamat Alhassan | Stati Uniti     |
| Miglior centrale       | Patricia Valle  | Messico         |
| Miglior libero         | Dayessi Luis    | Cuba            |